# Jamboree
Jamboree são acampamentos nacionais e internacionais de Escuteiros/Escoteiros e Guias/Bandeirantes, que se realizam periodicamente, o maior dos quais é o Jamboree Mundial. Há ainda Jamborees Regionais, como o Panamericano ou o Europeu, e Nacionais (também chamados de Acampamentos Nacionais).
O Jamboree surgiu na mente do Fundador do Escotismo, Baden-Powell, após a Iª Guerra Mundial, onde muitos Escoteiros e Chefes de vários países tombaram, chegando-se a temer pelo futuro do Movimento. Baden-Powell imaginou um encontro de amizade e perícia Escutista, e assim sucedeu no ano de 1920, em Londres, com a presença de Escuteiros de 34 países e vários territórios do então Império Britânico.
Em 1957, no Jamboree do Cinquentenário, surgiu o J.O.T.A - Jamboree On The Air (Jamboree no Ar), que junta os Escoteiros de todo o mundo através das ondas da rádio. Em 1996, surgiu o J.O.T.I. - Jamboree On The Internet (jamboree na Internet), com o mesmo propósito de construir a paz e a fraternidade, mas através da Internet. Ambos os eventos tem lugar todos os anos no terceiro fim-de-semana de Outubro.
A organização de cada Jamboree Mundial é atribuída pela OMME Organização Mundial do Movimento Escoteiro WOSM World Organization of the Scout Movement que na Conferência Mundial escolhe entre as candidaturas que se apresentaram anteriormente.

## Lista dos Jamborees Mundiais
| Ano        | Evento                 | Cidade, Pais                              | Tema/Nome                                                                                        | Efetivo                                                 |
| ---------- | ---------------------- | ----------------------------------------- | ------------------------------------------------------------------------------------------------ | ------------------------------------------------------- |
| 1920       | 1° Jamboree mundial    | Olympia, Kensington, Londres, Reino Unido |                                                                                                  | 8000                                                    |
| 1924       | 2° Jamboree mundial    | Ermelunden, Dinamarca                     |                                                                                                  | 4549                                                    |
| 1929       | 3° Jamboree mundial    | Birkenhead, Reino Unido                   | Coming of Age Jamboree da Maioridade                                                             | 50 000                                                  |
| 1933       | 4° Jamboree mundial    | Godollo, Hungria                          |                                                                                                  | 25 792                                                  |
| 1937       | 5° Jamboree mundial    | Vogelenzang, Bloemendaal, Países Baixos   |                                                                                                  | 28 750                                                  |
| 1947       | 6° Jamboree mundial    | Moisson, França                           | Jamboree of Peace Jamboree da paz                                                                | 24 152                                                  |
| 1951       | 7° Jamboree mundial    | Bad Ischl, Áustria                        | Jamboree of Simplicity Jamboree da Simplicidade                                                  | 12 884                                                  |
| 1955       | 8° Jamboree mundial    | Niagara-on-the-Lake, Canadá               | New horizons Novos Horizontes                                                                    | 11 139                                                  |
| 1957       | 9° Jamboree mundial    | Sutton Park, Reino Unido                  | 50º Aniversario de Escutismo                                                                     | 30 000                                                  |
| 1959       | 10° Jamboree mundial   | Laguna, Filipinas                         | Building Tomorrow Today Construindo o amanhã hoje                                                | 12 203                                                  |
| 1963       | 11° Jamboree mundial   | Maratona, Grécia                          | Higher and Wider Mais Alto e Mais Longe                                                          | 14 000                                                  |
| 1967       | 12° Jamboree mundial   | Farragut, Estados Unidos                  | For Friendship Pela Amizade                                                                      | 12 011                                                  |
| 1971       | 13° Jamboree mundial   | Fujinomiya, Japão                         | For Understanding Pela compreensão                                                               | 23 758                                                  |
| 1975       | 14° Jamboree mundial   | Lillehammer, Noruega                      | Five Fingers, One Hand cinco Dedos, Uma Única Mão                                                | 17 259                                                  |
| 1979       | (15° Jamboree mundial) | Neyshâbûr, Irão                           |                                                                                                  | cancelado devido à Revolução Islâmica no país anfitrião |
| 1983       | 15° Jamboree mundial   | Calgary, Canadá                           | The Spirit Lives On O Espírito continua vivo                                                     | 14 752                                                  |
| 1987       | 16° Jamboree mundial   | Sydney, Austrália                         | Bringing the World Together Levando o Mundo para a União                                         | 14 434                                                  |
| 1991       | 17° Jamboree mundial   | Parque nacional de Soraksen, Coreia sul   | Many Lands, One World Muitos Países, Um Mundo                                                    | 20 000                                                  |
| 1995       | 18° Jamboree mundial   | Flevolândia, Países Baixos                | Future is Now O futuro é agora                                                                   | 28 960                                                  |
| 1998, 1999 | 19° Jamboree mundial   | Picarquín, Chile                          | Building Peace Together Construindo a paz juntos                                                 | 31 000                                                  |
| 2002, 2003 | 20° Jamboree mundial   | Sattahip, Tailândia                       | Share our World, Share our Cultures Compartilhar de nosso Mundo, Compartilhar de nossas Culturas | 24 000                                                  |
| 2007       | 21° Jamboree mundial   | Parque da Hylands House, Reino Unido      | One World, One Promise Um mundo, uma promessa. Jamboree do Centenário do Escotismo               | 38 074                                                  |
| 2011       | 22° Jamboree mundial   | Rinkaby, Suécia                           | Simply Scouting Simplesmente Escotismo                                                           | 40 061                                                  |
| 2015       | 23° Jamboree mundial   | Kirara, Japão                             | 和 Wa: A Spirit of Unity O Espírito da Unidade                                                   |                                                         |
| 2019       | 24º Jamboree Mundial   | West Virginia, Estados Unidos             | Unlock a new world Descubra um novo mundo                                                        | 45000                                                   |
| 2023       | 25º Jamboree Mundial   | Saemangeum, Coréia do Sul                 | Draw Your Dream                                                                                  |                                                         |

## Lista dos Jamborees Nacionais
| Edição | Ano  | Tema/Notas                                                                 | Datas               | Localização         | Participantes (estimado) |
| ------ | ---- | -------------------------------------------------------------------------- | ------------------- | ------------------- | ------------------------ |
| 1      | 1998 | "Ao encontro do futuro"                                                    | 25 a 31 de janeiro  | Navegantes - SC     | 2 300                    |
| 2      | 2003 | "Celebrando a vida"                                                        | 13 a 18 de julho    | Fortaleza – CE      | 2641                     |
| 3      | 2006 |                                                                            | 16 a 21 de julho    | Brasilia - DF       | 1200                     |
| 4      | 2009 | "Construindo um mundo melhor"                                              | 10 a 17 de janeiro  | Foz do Iguaçú - PR  | 4000                     |
| 5      | 2012 | "Muitas origens, um só país"                                               | 15 a 20 de julho    | Rio de Janeiro - RJ | 5000                     |
| 6      | 2015 | "O mundo que queremos"                                                     | 11 a 16 de janeiro  | Parnamirim - RN     | 4100                     |
| 7      | 2018 | “Explorando novos caminhos”                                                | 15 a 21 de julho    | Barretos - SP       | 5200                     |
| 8      | 2020 | "Mundo digital, solidariedade sem fronteira" (1º Jamboree Nacional online) | 11 a 13 de setembro | Brasil (online)     |                          |
| 9      | 2024 | "Cem anos de aventuras"                                                    | 13 a 19 de julho    | Barretos - SP       |                          |